# She’s All I Ever Had
"She's All I Ever Had" (рус. Она – всё, что у меня когда-либо было) — второй сингл с мультиплатинового первого англоязычного альбома Рики Мартина Ricky Martin. Он был выпущен 15 июня 1999. Существует испаноязычная версия "Bella" ("Красивая").
Трек был написан Драко Розой, Джоном Секадой и Джорджем Норьегом и продюсирован двумя последними из них.

## Отзывы
Согласно обзору Billboard: «Нет сомнений, что это восхитительная  баллада должна была выйти вторым синглом с альбома Ricky Martin. "Livin' la Vida Loca" определенно был всенародно разрекламирован, заслуженно продержавшись на верхушке чарта Billboard Hot 100, и следующий за ним сингл сделает из Мартина не только выдающегося поп-певца, но и станет настоящим событием. "She's All I Ever Had" – безусловный успех. В словах песни Мартин повествует о мужчине, который скучает по своей девушке, но он продолжает жить и дышать ради неё. Вокал Мартина мягкий и эмоциональный, что показывает разносторонность его голоса в сравнении с "La Vida," наряду с тем, что эта чувственная песня имеет смысл и сделана творчески». Рики Мартин  спел англоязычную версию "She's all I Ever Had" под фонограмму. Первоначальный певец, который исполнил песню на английском, до сих пор неизвестен.

## Клип
Клип для сингла, где появилась Шарлотта Аянна был снят Нигель Диком в Лос-Анджелесе в июне 1999 г., а вышел в августе 1999.

## Появление в чарте
"Bella" держался на первой строке три недели подряд в Hot Latin Songs, а также на верхушке Latin Pop Songs семь недель подряд. Оригинальная англоязычная версия достигла пика на второй строке в Billboard Hot 100 в США, и на сорок-второй строке в годовом чарте 1999 г. Она была сертифицирована Золотой с продажами 500,000 копий.
"She's All I Ever Had" также достигла топ-10 в Канаде, Новой Зеландии и Финляндии. В Австралии сингл был сертифицирован Золотым.

## Награды
На Latin Grammy Awards of 2000 испанская версия сингла "Bella" получила номинацию в категории «Лучшее Мужское Поп Вокальное Исполнение». Она также была номинирована на «Поп Трек Года» в Billboard Latin Music Awards. Клип выиграл «Ло Нуэстро»  в категории «Клип Года» и был номинирован на «Видео Года» в Imagen Awards.

## Форматы и трек-листы
Australian CD maxi-single
1. "She's All I Ever Had" (English Radio Edit) – 4:12
2. "She's All I Ever Had" (Pablo Flores Radio Edit - English) – 4:22
3. "She's All I Ever Had" (Pablo Flores Club Mix - English) – 10:14
4. "Bella" (Pablo Flores Club Dub - Spanish) – 7:00
5. "Livin' la Vida Loca" (Trackmasters Remix) – 3:46

European CD single
1. "She's All I Ever Had" (English Radio Edit) – 4:12
2. "She's All I Ever Had" (Pablo Flores Radio Edit - English) – 4:22

European CD maxi-single
1. "She's All I Ever Had" (English Radio Edit) – 4:12
2. "She's All I Ever Had" (Pablo Flores Radio Edit - English) – 4:22
3. "Bella" (Pablo Flores Club Mix - Spanglish) – 10:14
4. "She's All I Ever Had" (Pablo Flores Club Dub - English) – 7:00

US CD single
1. "She's All I Ever Had" - 4:55
2. "Bella" (Spanglish Radio Edit) - 4:12

## Чарты и сертификации
| Чарт (1999)                                 | Наивысшая позиция |
| ------------------------------------------- | ----------------- |
| Australian Singles Chart                    | 28                |
| Belgian Flanders Singles Chart              | 32                |
| Belgian Wallonia Singles Chart              | 30                |
| Canadian Singles Chart                      | 9                 |
| Canadian RPM Top Singles                    | 3                 |
| Canadian RPM Adult Contemporary             | 4                 |
| Dutch Singles Chart                         | 16                |
| Finnish Singles Chart                       | 10                |
| Finnish Top 50 Hits                         | 1                 |
| Finnish Airplay Chart                       | 4                 |
| German Singles Chart                        | 18                |
| Italy Singles Chart                         | 11                |
| New Zealand Singles Chart                   | 8                 |
| Swedish Singles Chart                       | 21                |
| Swiss Singles Chart                         | 34                |
| US Billboard Hot 100                        | 2                 |
| US Billboard Adult Contemporary             | 4                 |
| US Billboard Adult Pop Songs                | 20                |
| US Billboard Hot Latin Songs                | 1                 |
| US Billboard Latin Pop Songs                | 1                 |
| US Billboard Latin Regional Mexican Airplay | 39                |
| US Billboard Tropical Songs                 | 7                 |
| US Billboard Pop Songs                      | 11                |
| US Billboard Rhythmic Top 40                | 17                |

| Чарт (1999)                     | Позиция |
| ------------------------------- | ------- |
| Australian Singles Chart        | 87      |
| Canadian RPM Top Singles        | 37      |
| Canadian RPM Adult Contemporary | 31      |
| US Billboard Hot 100            | 52      |
| US Billboard Hot 100 Airplay    | 57      |
| US Billboard Hot Singles Sales  | 71      |
| US Billboard Hot Latin Songs    | 14      |
| US Billboard Latin Pop Songs    | 4       |

| Страна    | Сертификация |
| --------- | ------------ |
| Австралия | Золото       |
| США       | Золото       |